# Caracolfallen

Caracolfallen

Caracolfallen, eller Cascata do Caracol, är ett 130 meter högt och 35 meter brett vattenfall  ungefär 7 km från Canela, Brasilien i Caracol State Park. Det bildas av Caracolfloden och nedskärningar av basaltklippor i bergskedjan Serra Geral, för att sedan falla ner i Vale da Lageana. Fallen är belägna mellan tallskogszonen i det brasilianska höglandet och södra kustliga atlantskogen. Basen av vattenfallet kan nås med en brant 927-stegsstig som underhålls av Projeto Lobo-Guara.
Vattenfallet har bildats på basaltklippor och har två fall. Det övre fallet ligger ungefär 100 meter före det andra fallet, som faller över en överhängande klippavsats.
Caracolfallen har länge lockat besökare och är den näst mest populära naturliga turistattraktionen i Brasilien, bara slaget av Iguazúfallen som är ett populärare turistmål. Under 2009 fick det mer än 289 000 besökare. Det finns ett närliggande 100-fots utsiktstorn som erbjuder en hiss och en panoramautsikt, samt en linbana som ger turisterna en bild av vattenfallet från luften. Området inhyser också en restaurang och hantverksbodar.